# Triconodontidae
Die Triconodontidae sind eine Gruppe ausgestorbener Säugetiere (Mammalia), die im Oberen Jura und der Kreidezeit lebten. Fossilfunde sind aus Europa und Nordamerika bekannt. 

## Beschreibung
Wie einige andere mesozoische Säugetiere (die als Eutriconodonta zusammengefasst werden) sind die Triconodontidae durch drei hintereinander angeordnete Höcker auf jedem Molar (Backenzahn) charakterisiert. Kennzeichnend für die Triconodontidae ist, dass diese drei Höcker annähernd gleich groß sind und dass ein am Zahnhals gelegener Wulst aus Zahnschmelz (Cingulum) vorhanden ist. Ein zusätzlicher Höcker am hinteren Ende jedes unteren Molars fügte sich in eine Vertiefung an der Vorderseite des nächsten Backenzahns und sorgte so für zusätzliche Stabilität beim Zubeißen. Außer Zähnen und Kieferteilen gibt es allerdings kaum Fossilien dieser Gruppe.

## Lebensweise
Ein vollständiger, acht Zentimeter langer Unterkiefer von Triconodon lässt darauf schließen, dass das Tier in etwa die Größe einer Ginsterkatze erreichte. Anhand der Größe der Mahlzähne kann ein Körpergewichtsspektrum von rund 41 bis 61 Gramm für kleine Vertreter von Priacodon bis hin zu 253 bis 375 Gramm für Jugulator rekonstruiert werden. Untersuchungen aus dem Jahr 2020 zeigten, dass bei den Triconodontidae die Zähne der oberen und unteren Zahnreihe bereits leicht verschoben zueinander standen, wie dies bei den heutigen Säugetieren ebenso der Fall ist, so dass ein Zahn des Oberkiefers auf zwei Zähne des Unterkiefers traf. Im Gegensatz dazu schloss bei anderen frühen säugetierartigen Formen ein Zahn des Oberkiefers direkt mit seinen Gegenstück im Unterkiefer. Aufgrund des Baus der Zähne wurde bereits früh eine fleischliche Ernährungsweise vermutet, wofür die hintereinander angeordneten Zahnhöcker gut geeignet waren, vergleichbar mit den heutigen Raubtieren. Allerdings bestand beim Gebissschluss ein leichter nach innen und außen orientierter Versatz der Höckerchen zueinander, wodurch auch seitliche Scherleisten entstanden. Diese sind wiederum gut geeignet, um härtere Objekte zu zerbeißen, wodurch die Triconodontidae möglicherweise sowohl fleischliche, als auch insektenhaltige Nahrung konsumierten. Dies entspricht einigen heute lebenden kleinen  Insektenfressern oder Raubtieren, die sich häufig opportunistisch ernähren. Da bei einigen Tricondontidae dieses Zick-Zack-förmige Schließmuster des Gebisses im ausgewachsenen Stadium verloren gegangen ist, kann hier aber eventuell auch ein Wechsel im Nahrungsverhalten zwischen Jungtieren und Alttieren angenommen werden. Ein möglicher Nachteil des Gebissaufbaus der Triconodontidae lag wohl in der uniformen Größe der Höcker, was wenig Variationen ermöglichte. Bei anderen frühen Säugetieren, die etwa ein tribosphenisches Kauflächenmuster mit unterschiedlich hohen Zahnhöckern in häufig dreieckiger Anordnung aufwiesen, kam es hingegen evolutiv zu vielfachen Abwandlungen.

## Äußere Systematik
Die Triconodontidae werden mit einigen anderen Taxa, die ebenfalls einen dreihöckrigen Bau der Molaren aufweisen, in die Gruppe der Eutriconodonta eingeordnet. Ob diese Gruppen allerdings wirklich eng miteinander verwandt sind oder sich nur konvergent entwickelt haben, ist umstritten. Auch ihre Stellung in der Systematik der Säugetiere ist unklar, es dürfte sich aber um einen relativ frühen, spezialisierten Seitenzweig gehandelt haben. Mit den heutigen Säugern sind sie nicht näher verwandt.

## Innere Systematik
Es wurden eine Reihe von Gattungen beschrieben, die in Europa (vorwiegend im oberen Jura) und in Nordamerika (vorwiegend in der unteren und mittleren Kreidezeit) entdeckt wurden. Die erste gefundene Gattung war Triconodon aus England; Richard Owen beschrieb sie 1859. Andere Gattungen sind Alticonodon, Arundelconodon, Astroconodon, Corviconodon, Jugulator, Priacodon und Trioracodon.